# Milena Dolgan
Milena  Dolgan, slovenska kiparka, * 28. avgust 1917, Studeno, Postojna, † 12. junij ali julij 1945, Ljubljana-Vič.

## Življenje in delo
Rodila se je v družini učitelja J. Dolgana. Otroška leta je preživela v rojstnem kraju in v Ilirski Bistrici, kjer je obiskovala ljudsko šolo. Od 1926 je z družino živela na Velikih Blokah, od 1928 pa v Planini pri Rakeku. Po končani nižji gimnaziji v Ljubljani se je 1934 vpisala v kiparski oddelek Srednje tehniške šole v Ljubljani. Po končanem 2. letniku je odšla v Beograd, se tam vpisala na štiriletno Umetniško šolo, ki jo je končala 1941. Po nemškem bombardiranju Beograda se je vrnila v Ljubljano in postala aktivistka Osvobodilne fronte. Pred fašistično aretacijo se je umaknila v Košano pri Pivki, bila septembra 1944 poklicana v grafični oddelek Centralne tehnike Komunistične partije Slovenije v Črmošnjice in tu ter v Črnomlju delala do konca vojne.
Že na akademiji v Beogradu je izdelala več kipov v naravni velikosti po živih modelih, vendar pa so bila vsa ta dela že prvi dan vojne uničena. Med vojno se je 1942 udeležila X. razstave »Slovenske likovne umetnosti«, ki je bila v ljubljanskem Jakopičevem paviljonu, preživljala pa se je z izrezovanjem ornamentov na lesenih škatlah. Po odhodu v partizane je poleg dela v Centralni tehniki ustvarjala tudi figuralne plastike in portretne študije. Februarja 1945 so v Centralni tehniki pripravili obširno razstavo partizanskega tiska in umetniških del, ki naj bi bila odprta 27. aprila v Črnomlju, a so jo morali zaradi naglo se razvijajočih vojnih dogodkov ob koncu vojne podreti, ne da bi bila odprta za javnost. O razstavi se je ohranil tiskani katalog, kjer je med kiparji navedena tudi Dolganova. Po osvoboditvi so bila njena dela razstavljena na skupinski razstavi v Jakopičevem paviljonu v Ljubljani. 
Dolganova je ustvarjala drobno figuralno in portretno plasiko, največ v glini, pa tudi v kamnu. Umrla je v avtomobilski prometni nesreči 12. junija 1945 na Viču v Ljubljani. 